# Helena Quist Kristensen
Helena Quist Kristensen (født 5. april 2000 i Støvring) er en tidligere aktiv dansk skuespiller og nuværende danser og danseinstruktør. Hun har medvirket i kortfilm og spillefilm. I 2010 fik hun hovedrollen i den danske spillefilm Kufferten, som er instrueret af Charlotte Madsen. Hun har tidligere også medvirket i Karla og Jonas (2010), hvor hun spillede Line - Jonas' lillesøster.

## Filmografi
Helena Quist Kristensen har medvirket i:
- Karla og Jonas (2010)
- Søde lille du (2010)
- Bulb (kortfilm, 2010)[4]
- Kufferten (2012)
- Sammen hver for sig (2013)